# Ogawamachi (métro de Tokyo)
Ogawamachi (小川町駅, Ogawamachi-eki) est une station du métro de Tokyo sur la ligne Shinjuku dans l'arrondissement de Chiyoda à Tokyo. Elle est exploitée par le Bureau des Transports de la Métropole de Tokyo (Toei).

## Situation sur le réseau
La station Ogawamachi est située au point kilométrique (PK) 6,5 de la ligne Shinjuku.

## Histoire
La station a été inaugurée le 16 mars 1980.

## Services aux voyageurs

### Accès et accueil
La station est ouverte tous les jours.
En moyenne, 68 012 voyageurs ont fréquenté quotidiennement la station en 2015.

### Desserte
- Ligne Shinjuku :

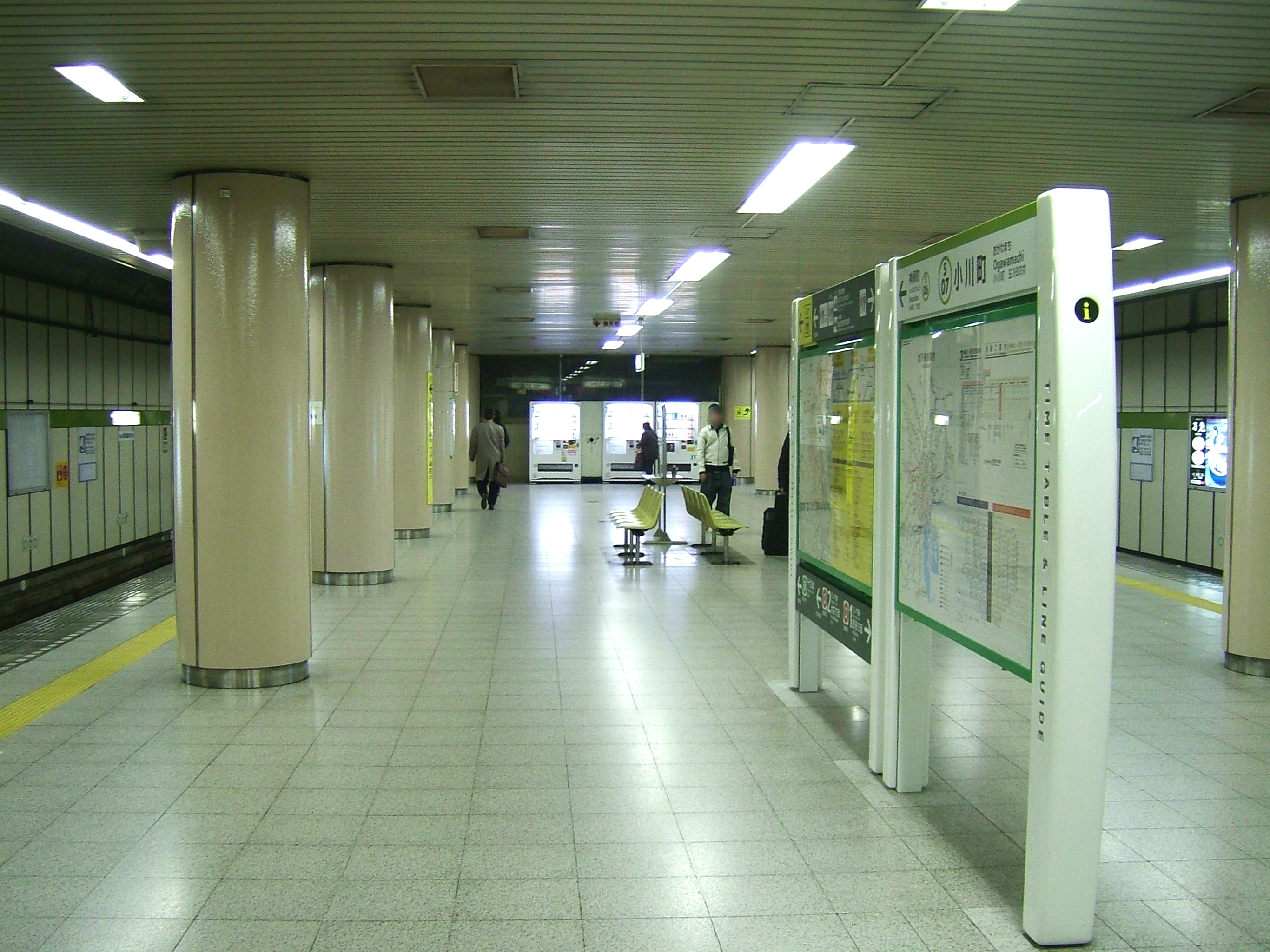
Le quai de la station.

  - voie 3 : direction Shinjuku (interconnexion avec la ligne nouvelle Keiō pour Hashimoto et Takaosanguchi)
  - voie 4 : direction Motoyawata

### Intermodalité
Des correspondances sont possibles avec les stations Awajichō (ligne Marunouchi) et Shin-Ochanomizu (ligne Chiyoda).

## À proximité
- Ochanomizu